# بخش دررینان، شهرستان لو سوور، مینه سوتا
بخش دررینان (به انگلیسی: Derrynane Township) یک منطقهٔ مسکونی در ایالات متحده آمریکا است که در شهرستان لو سوئور، مینه‌سوتا واقع شده‌است.
 بخش دررینان ۹۳٫۵ کیلومتر مربع مساحت و ۵۴۹ نفر جمعیت دارد و ۳۰۷ متر بالاتر از سطح دریا واقع شده‌است.